# 七卿落

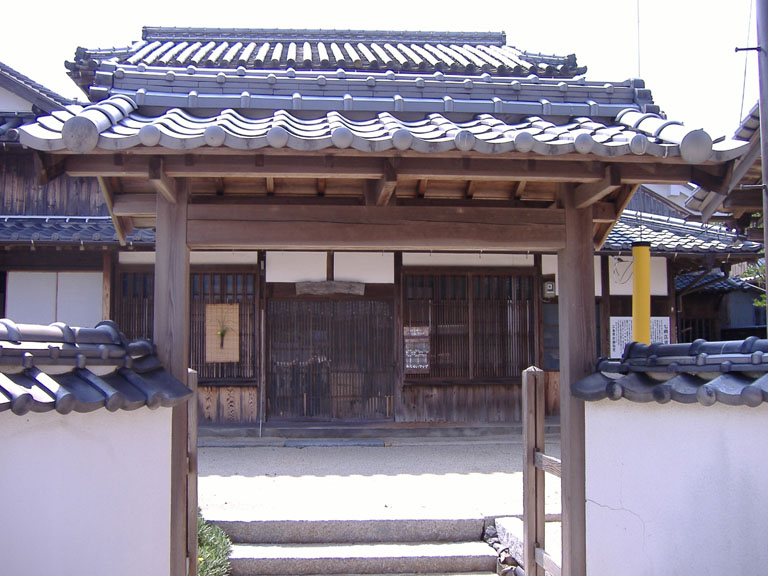
广岛县吴市御手洗的七卿落难遗迹

七卿落，或译为七卿落难、七位公卿的亡命，是日本江户时代末期，八月十八日政变后七位公卿逃出京都的事件。

## 背景
文久3年（1863年），日本的尊王攘夷运动达到顶峰，各地攘夷志士向京都集结，并以天诛为名对反对派进行暗杀或胁迫；江户幕府第十四代将军德川家茂答应，于5月10日（日本旧历，下同）进行攘夷；三条实美、姊小路公知等激进攘夷派公卿也控制了朝廷，并谋求天皇临幸大和国神武天皇陵进行亲征（大和行幸），一些志士希望借机讨伐幕府。
另一方面，攘夷派的过激行为引起孝明天皇的反感，公武合体派诸藩亦反对大和行幸。虽然天皇于8月13日正式下诏确定行幸大和，但萨摩藩、会津藩、中川宫朝彦亲王等密谋扫除京都的攘夷派。8月17日，天皇向中川宫朝彦亲王下达密命。次日（1863年9月30日），萨摩、会津等藩兵控制了京都御所九门，中川宫朝彦亲王、会津藩主兼京都守护职松平容保、前关白近卫忠熙、右大臣二条齐敬等人入宫参见，禁止三条实美等攘夷派公卿与他人会面，并废除了攘夷派设立的国事参政、国事寄人二职。随后，朝议通过大和行幸延期，处罚长州藩主毛利敬亲、毛利定广父子和攘夷派公卿，长州藩兵不再负责堺町御门的警备并离开京都。

## 七位公卿的逃亡
七卿包括三条实美（时年27岁，从三位权中纳言）、三条西季知（53岁，正二位行权中纳言）、四條隆謌（36岁，从四位上行侍从）、东久世通禧（31岁，正四位下行左近卫权少将）、壬生基修（29岁，从四位上行修理权大夫）、锦小路赖德（27岁，从四位上行右马头）、泽宣嘉（28岁，正五位下行主水正）。七人也称为“二卿五朝臣”。
8月24日，朝廷剥夺七人官位。9月9日，朝廷又更改七人名讳，三条实美改名实、三条西季知改名知、四条隆謌改名謌、东久世通禧改名通、壬生基修改名修、锦小路赖德改名赖、泽宣嘉改名宣。七人由长州藩兵陪伴，集结在妙法院，经过兵库津，取海路前往长州藩的三田尻港（山口县防府市）。由于坏天气，三艘船中的两艘在德山藩的德山港（山口县周南市）登陆，由陆路前往三田尻。
10月，平野国臣在但马国生野町举兵（即生野之变），迎泽宣嘉为主将，战败后泽宣嘉再度逃往长州。元治元年（1864年），锦小路赖德病死。第一次长州征伐后，余下的五卿移往筑前国太宰府（福冈县太宰府市）居住。庆应3年（1867年）王政复古，七卿的官位和名讳得以恢复，三条实美等后均任明治政府要职。

## 纪念

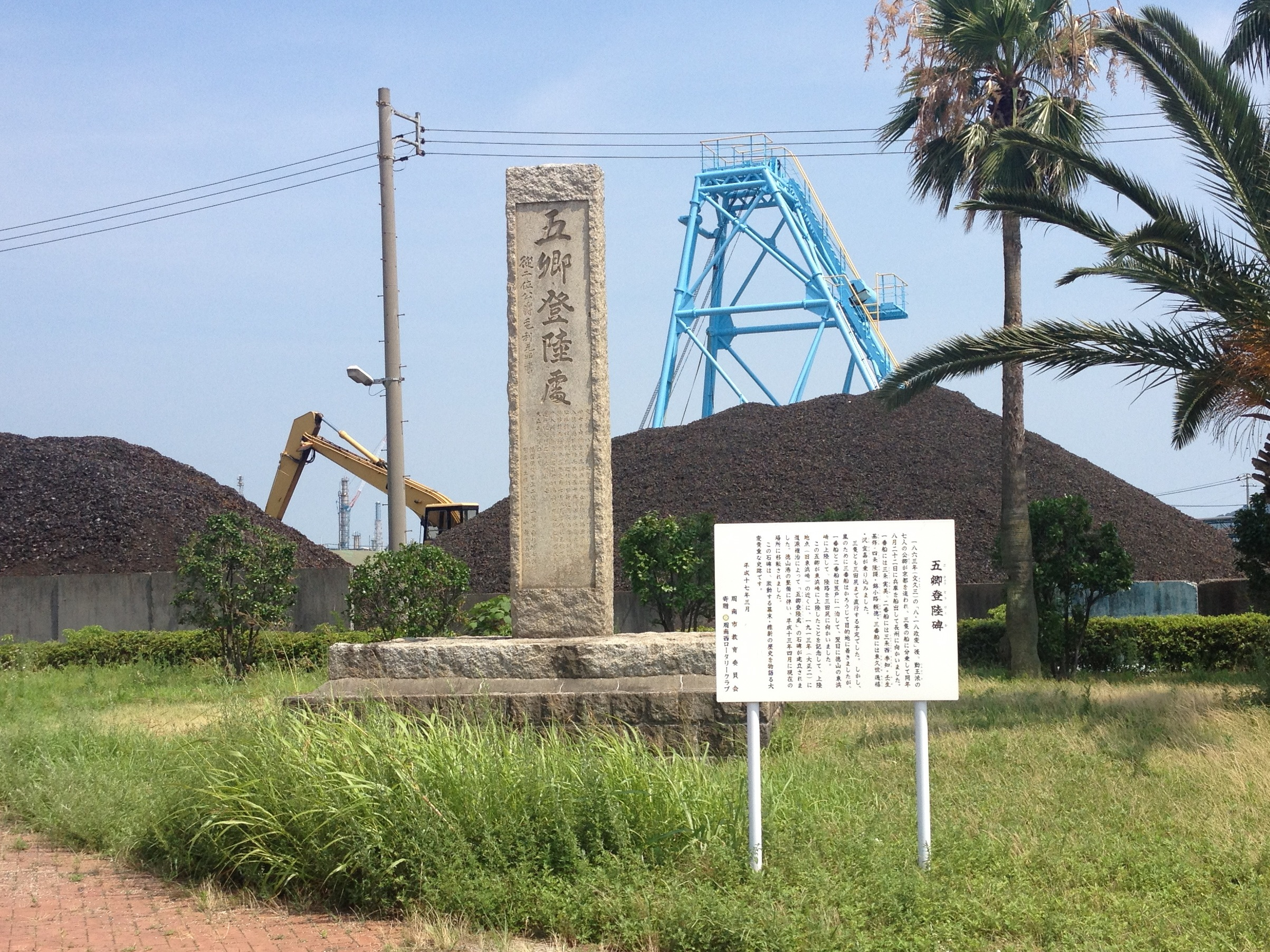
五卿登陸碑

广岛县吴市的大崎下岛御手洗地区保留着公卿们曾经居住的房舍。大正2年（1913年），在德山港建立了「五卿登陆处」石碑；平成13年（2001年）4月，由於德山港整修，此碑被移到周南市晴海埠头亲水公园。
京都三大祭之一的時代祭中，就有表现七卿落难的队列。

## 相关项目
- 八月十八日政变
- 王政复古